# Числа Лейланда
Числа Лейланда — это натуральные числа, представимые в виде xy + yx, где x и y — целые числа больше 1. Иногда 3 также относят к числам Лейланда.
Первые несколько чисел Лейланда:
3, 8, 17, 32, 54, 57, 100, 145, 177, 320, 368, 512, 593, 945, 1124, 1649, 2169, 2530, 4240, 5392, …
Требование, что x и y должны быть больше чем 1, имеет ключевое значение, поскольку без него каждое натуральное число будет представимо в виде x1 + 1x. Кроме того, благодаря коммутативности сложения, обычно добавляют условие x ≥ y, чтобы избежать двойного покрытия чисел Лейланда. Таким образом область определения x и y определяется неравенством 1 < y ≤ x.

## Простые числа Лейланда
Первые несколько простых чисел Лейланда:
17 = 32 + 23,
593 = 92 + 29,
32 993 = 152 + 215,
2 097 593 = 212 + 221,
8 589 935 681 = 332 + 233,
59 604 644 783 353 250 = 245 + 524, …
На июнь 2008 года, крупнейшим известным простым числом Лейланда являлось число
26384405 + 44052638
с 15 071 цифрой, простота которого была доказана в 2004 году с помощью алгоритма fastECPP.
После этого были найдены ещё большие простые числа Лейланда, например, 51226753 + 67535122 (25050 десятичных знаков). В декабре 2012 года было доказано, что числа 311063 + 633110 (5596 десятичных знаков) и 86562929 + 29298656 (30008 десятичных знаков) также являются простыми. Последнее из этих чисел содержит рекордное число десятичных знаков на настоящий момент. Существуют кандидаты в простые, например, 3147389 + 9314738, однако их простота пока не доказана.

## Применение
Числа вида {\displaystyle x^{y}+y^{x}} оказались удачными тестовыми примерами для универсальных алгоритмов разложения на множители из-за своего простого алгебраического описания и отсутствия очевидных свойств, которые бы позволили применить какой-либо специальный алгоритм факторизации.